# Broadcast (album av Cutting Crew)
Broadcast är det första studioalbumet av gruppen Cutting Crew från 1987.